# Densborner Wassermühle
De Densborner Wassermühle (voorheen: Kniemühle) is gelegen in Densborn in de Duitse Vulkaneifel. Deze watermolen stamt uit begin 1800 en wordt gevoed door de Treisbach die uitkomt in het riviertje de Kyll.
De  watermolen, die dienstdeed als korenmolen, werd in 1962 vanwege de 'grote molensterfte'  buiten werking gesteld. Vanwege de industrialisatie waarbij de grotere molens de kleinere verdrongen, was het economisch niet meer verantwoord om door te gaan. De laatste molenaar was Josef Knie. Later werd ze door twee Nederlanders gerestaureerd. In 2010 werd ze weer in bedrijf gesteld. Er wordt elektriciteit mee opgewekt. Tegenwoordig is er een horecagelegenheid aan verbonden.
De molen heeft een bovenslaand waterrad waarbij het water van bovenaf door een goot tot op het waterrad wordt geleid. Via een haakse tandwieloverbrenging wordt een steenkoppel aangedreven. In latere instantie zijn twee maalgangen toegevoegd waarbij met walsenstoelen gemalen wordt. Via elevatoren (jakobsladders) wordt het graan door de molen vervoerd en wordt na reiniging in de walsenstoelen gemalen. Na elke maling passeert het graan een plansichter waarbij het gezeefd wordt. De inventaris van de molen is bijna compleet bewaard gebleven en zal in de toekomst ook weer in bedrijf worden genomen, zodat bezoekers  kennis kunnen nemen van het maalproces.